# 基斯通 (科羅拉多州)
基斯通（英語：Keystone）是位於美國科羅拉多州薩米特縣的一個人口普查指定地區。

## 地理
基斯通的座標為39°36′15″N 105°56′53″W / 39.60417°N 105.94806°W，而該地最高點為海拔高度2796米（即9173英尺）。

## 人口
根據2010年美國人口普查的數據，基斯通的面積為107.316平方千米，當中陸地面積為107.230平方千米，而水域面積為0.086平方千米。當地共有人口1079人，而人口密度為每平方千米10人。